# Niklas Jensen Wassberg
Niklas Jensen Wassberg (Bergen, 2004. június 12. –) norvég korosztályos válogatott labdarúgó, a Brann középpályása.

## Pályafutása

### Klubcsapatokban
Wassberg a norvégiai Bergen városában született. Az ifjúsági pályafutását a Fyllingsdalen akadémiájánál kezdte.
2021-ben mutatkozott be a Brann első osztályban szereplő felnőtt keretében. Először a 2021. május 16-ai, Molde ellen 4–0-ra elvesztett mérkőzés 78. percében, Kasper Skaanes cseréjeként lépett pályára. Első gólját 2021. december 5-én, a Bodø/Glimt ellen idegenben 2–2-es döntetlennel zárult találkozón szerezte meg.

### A válogatottban
Wassberg az U17-es, az U18-as és az U19-es korosztályú válogatottakban is képviselte Norvégiát.

## Statisztikák
2023. augusztus 6. szerint
| Klub     | Szezon   | Osztály     | Bajnokság | Bajnokság | Kupa  | Kupa | Nemzetközi | Nemzetközi | Összesen | Összesen |
| Klub     | Szezon   | Osztály     | Meccs     | Gól       | Meccs | Gól  | Meccs      | Gól        | Meccs    | Gól      |
| -------- | -------- | ----------- | --------- | --------- | ----- | ---- | ---------- | ---------- | -------- | -------- |
| Brann    | 2021     | Eliteserien | 10        | 1         | 3     | 0    | —          | —          | 13       | 1        |
| Brann    | 2022     | OBOS-ligaen | 18        | 3         | 1     | 1    | —          | —          | 19       | 4        |
| Brann    | 2023     | Eliteserien | 13        | 2         | 6     | 0    | —          | —          | 19       | 2        |
| Összesen | Összesen | Összesen    | 41        | 6         | 10    | 1    | 0          | 0          | 51       | 7        |

## Sikerei, díjai
Brann
- OBOS-ligaen
  - Feljutó (1): 2022

- Norvég Kupa
  - Győztes (1): 2022–23